# Frederico de Arborea
Frederico de Arborea ou Federico Doria-Bas (Castelsardo, 1377 — 1387) foi juiz-rei de Arborea a partir de 1383. Era filho de Leonor de Arborea e Brancaleone Doria, e portanto sobrinho materno e sucessor do seu tio Hugo III de Arborea e, dado só ter seis anos aquando da morte deste, governou sob a regência da sua mãe. 

## Biografia
Nasceu em Castelgenovese (atual Castelsardo) em 1377, um nobre pertencente à famosa dinastia de origem genovesa. Em 1382, Leonor concedeu um empréstimo de 4 000 florins de ouro a Niccolò Guarco, doge da República de Génova, e que aqueles de sua parte se comprometeriam a reembolsar o montante dentro de um período de dez anos; caso contrário, ele pagaria o dobro. Aliás, foi assinada uma aliança como acréscimo ao empréstimo, em que quando Frederico chegasse à puberdade casaria com Bianchina, a filha do referido doge. No caso em que o casamento não se pudesse celebrar, devido a morte ou outro acidente, o ato se tornaria nulo.
Hugo III foi assassinado em 1383 com a sua única filha Benedita, no decurso de uma conspiração organizada por rebeldes, após o que os nobres de Arborea elegeram juiz-rei Frederico, que tinha apenas seis anos, porque era supostamente o mais próximo parente do sexo masculino do governante falecido. Na realidade o herdeiro óbvio seria Guilherme I de Narbona, filho de Beatriz, irmã mais velha de Leonor. Por isso a sua mãe teve de enfrentar os pretendentes para garantir imediatamente o reino para o seu filho e derrotar os insurgentes. Além disso, o pai de Frederico, Brancaleone, que na época estava na corte de Aragão, foi preso por ordem do rei Pedro IV de Aragão. 
Frederico morreu em 1387, com dez anos, não chegando a ver a libertação do pai. Foi sucedido pelo irmão mais novo, Mariano V, também sob a regência de Leonor devido também à sua menoridade.